# Sérignac-sur-Garonne
Sérignac-sur-Garonne is een gemeente in het Franse departement Lot-et-Garonne (regio Nouvelle-Aquitaine). De plaats maakt deel uit van het arrondissement Agen. Sérignac-sur-Garonne telde op 1 januari 2022 1.178 inwoners.

## Geografie
De oppervlakte van Sérignac-sur-Garonne bedroeg op 1 januari 2022 8,91 vierkante kilometer; de bevolkingsdichtheid was toen 132,2 inwoners per km².

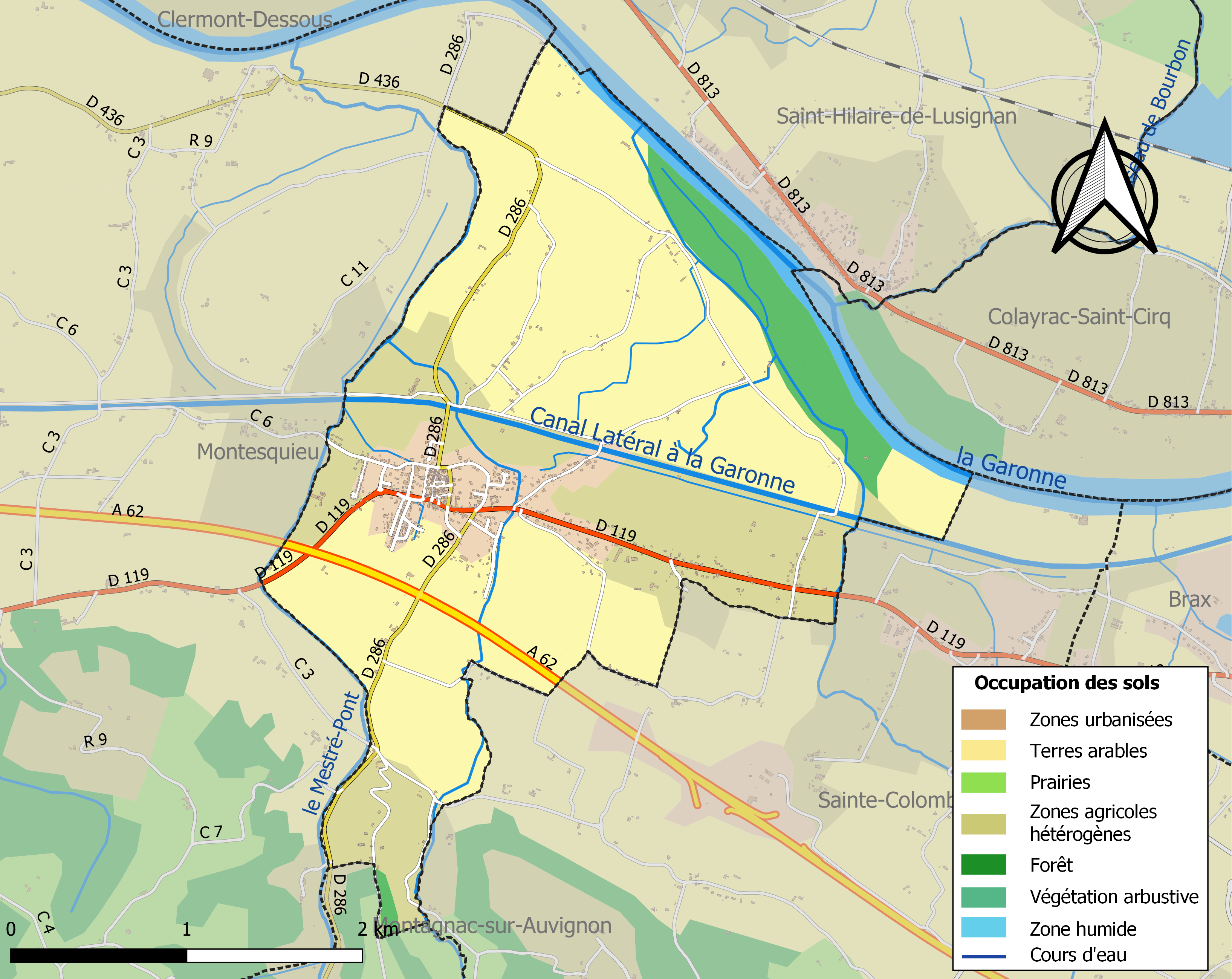
Kaart van de gemeente met de belangrijkste infrastructuur, bodemgebruik en omliggende gemeenten

## Demografie
Onderstaande figuur toont het verloop van het inwonertal (bron: INSEE-tellingen).